# Râul Camenca, Răut
Camenca este un râu din nordul Republicii Moldova, afluent de stânga al râului Răut. Izvorăște din înălțimile Sorocii, în apropiere de satul Vanțina. Are o lungime de 29 km și curge spre sud până la Gura Camencii, unde se revarsă în Răut. În cursul inferior al râului se observă fenomene carstice, sunt prezente aflorimente de calcare.

## Afluenți
Râpa Izvorului, Stoicani